# Tryon (Nebraska)
Pour les articles homonymes, voir Tryon.
La localité non incorporée de Tryon est le siège du comté de McPherson, dans l’État du Nebraska, aux États-Unis. Sa population s’élevait à 157 habitants lors du recensement de 2010.

## Histoire
Tryon a été fondée en 1890 sous le nom de McPherson. Elle a pris son nom actuel en 1892 pour une raison peu claire.